# Acomys wilsoni
Acomys wilsoni is een knaagdier uit het geslacht der stekelmuizen (Acomys) dat voorkomt van Zuid-Soedan, Ethiopië en Somalië via Oeganda en Kenia tot Midden-Tanzania. Deze soort behoort tot het ondergeslacht Acomys en is daarbinnen verwant aan Acomys percivali; samen zijn deze twee soorten, die zowel genetisch als in de morfologie van de kiezen sterk op elkaar lijken, niet nauw verwant aan de overige soorten van het ondergeslacht, hoewel A. wilsoni eerder in A. subspinosus is geplaatst. Twee namen die als synoniemen van A. wilsoni worden gezien, nubilus Dollman, 1914 en boronei de Beaux, 1934, vertegenwoordigen een grotere vorm met een langere staart; mogelijk zijn ze identiek aan A. percivali. Het karyotype bedraagt 2n=50.